# Сундовик
Су́ндовик — река в Нижегородской области, правый приток Волги. Протекает по территории Большемурашкинского, Бутурлинского и Лысковского районов области.
Исток реки находится в 4–5 км от села Картмазово, устье — возле села Исады Лысковского района, высота устья — 58 м над уровнем моря. Длина — 97 км, площадь бассейна — 1120 км². В среднем течении ширина достигает 15–20 метров, в приустьевой части — 35–40 м. Средняя глубина составляет 1–2 м, максимальная глубина достигает 4 м. На территории посёлка городского типа Большое Мурашкино имеет водохранилище. Течение быстрое, дно в основном песчаное и галечное. Крупнейший приток — река Пужава.
В реке водятся рыбы: карась, окунь, елец, уклейка, голавль, плотва, пескарь, гольян, щука.
Название, возможно, имеет происхождение от слова су́ны, что означает «нитка, жила». Обращает на себя внимание, что в разные века слово «Сундовик» — мужского рода; а потому, возможно, изначально речь шла не о всей реке, а только о судоходном заливе, ибо его устье — вместительное и удобное для стоянки судов и, более того, их зимовки.

## Притоки
(расстояние от устья)
- 7 км: Валава (пр)[3]
- 12 км: Мунарка (Монарка) (пр)[9]
- 34 км: Киринка (пр)[3]
- 35 км: Кирилка (лв)[3]
- 43 км: Салай (пр)[3]
- 50 км: Пужава (лв)[3]
- 56 км: Палец (лв)[3]
- 63 км: Удома (Удомка[10]) (лв)
- 74 км: Мурашка (пр)[11]

## Населённые пункты
Вдоль реки расположены следующие крупные населённые пункты:
- Картмазово
- Нелюбово
- Рождествено
- Большое Мурашкино
- Советский
- Ключищи
- Городищи
- Папулово
- Рамешки
- Лубянцы
- Шахманово
- Сёмово
- Летнево
- Кириково
- Лысково
- Исады